# Pelham Manor
Pelham Manor est un village du comté de Westchester dans l'État de New York.
Sa population était de 5 486 habitants en 2010.